# 空對空火箭
空對空火箭或空中攔截火箭（英語：air-to-air rocket或air interception rocket）是一種是一種沒有制導系統的空對空武器。它們於第一次世界大戰時用於擊破敵人的觀測氣球，而第二次世界大戰時則用於攻擊敵方轟炸機。空對空火箭對於戰鬥機並不太有效，因為它們有極高的機動性。

## 歷史

### 第一次世界大戰
火箭炮於第一次世界大戰時被用於擊破敵人的觀測氣球及飛艇。然而，其成功率很低，因為火箭對於早期大量使用易燃物製造的戰機來說是極危險的。戰爭結束後，他們就被波默羅伊燃燒彈（英語：incendiary Pomeroy bullets）所取代。一種被稱為Fusées Le Prieur的空對空火箭，由法國製造，射程只有約115米，更受其極低的準確性所影響。它於凡爾登戰役中首次使用。

### 兩次世界大戰期間
第一個已知的空對空火箭攻擊，而又成功的例子是於1939年8月20日，諾門罕戰役期間。一組蘇聯伊-16戰鬥機在指揮官N. Zvonaryev的指揮下用RS-82式火箭炮 （页面存档备份，存于）擊落數架日本戰機。蘇聯的RS-82式火箭炮裝在機翼下有特殊掛架的蘇聯戰鬥機。

### 第二次世界大戰
空對空火箭在第二次世界大戰中使用是因為本來的機炮被發現在高速接觸時難有效率。更重要的是，己方進入開火範圍亦意味著進入了敵方轟炸機尾部機槍手的射程。德國的R4M火箭炮可能是第一種用於實戰的火箭炮。並配合Me 210戰鬥機發揮得不錯，惜其出場實在太晚。參考了R4M火箭炮，蘇聯及美國之後亦發展或改進自己的設計。
能在飛行中的轉向的能力，使飛彈的命中率大大提升，因此空對空飛彈的憑其導引性及高性能於1950年代把空對空火箭趕出了舞台，美軍最後的一種空對空火箭為使用了核彈頭的AIR-2 Genie火箭炮 （页面存档备份，存于），其具有達300米的爆炸半徑，足以彌補其彈著不準確的問題。

## 空對空火箭列表
法國
- Fusées Le Prieur火箭 （页面存档备份，存于）

德國
- Nebelwerfer系列中的Werfer-Granate21火箭發射器
- R4M火箭炮

美國
- FFAR火箭炮 （页面存档备份，存于）
- Gimlet火箭炮 （页面存档备份，存于）
- AIR-2 Genie火箭炮 （页面存档备份，存于）
- Zuni火箭炮 （页面存档备份，存于）

蘇聯
- RS-82式火箭炮 （页面存档备份，存于）